# Рогавка (станция)
Рога́вка — железнодорожная станция Октябрьской железной дороги на линии Павловск — Великий Новгород. Расположена в посёлке Тёсово-Нетыльский Новгородского района Новгородской области.

## История
Строительство железной дороги между Павловском и Великим Новгородом началось весной 1916 года в рамках проекта линии из Петрограда в Смоленск. На строительство дороги привлекали военнопленных из немецкой и австро-венгерской армий, финансировалось оно в том числе из бюджета Франции. После Октябрьской революции строительство было прекращено, несмотря на высокий уровень готовности. Возобновлены работы были после окончания Гражданской войны. Станция Рогавка была сдана в эксплуатацию в 1926 году и названа по протекающей рядом реке.
На 1981 год на станции выполнялись приём и выдача грузов на подъездных путях, а также продажа билетов на поезда местного и дальнего следования с сопутствующей продажей багажа.
В 1990-х годах в связи с появлением вдоль линии крупных садоводческих массивов и увеличением пассажиропотока было принято решение о электрификации линии Новолисино — Новгород-на-Волхове, но выполнена она не была — опоры были установлены только от Новолисино до Радофинниково, на станции Рогавка работы не велись.
В связи с капитальным ремонтом пути на участке Рогавка — Вяжище — Предузловая-Павловская  движение пригородных поездов сообщением Новгород-на-Волхове — Новолисино, Павловск, Санкт-Петербург-Витебский — Новгород-на-Волхове было отменено на участке Рогавка — Новгород-на-Волхове с 24 октября 2012 г. по 25 апреля 2013 г. На время работ станция Рогавка была для вышеперечисленных поездов конечной остановкой.
Летом 2013 г. сквозное движение через станцию Рогавка было восстановлено. Однако с 7 ноября 2013 г. до 25 апреля 2014 г. движение  вновь закрыто в связи с реконструкцией участка Радофинниково — Рогавка. Движение пригородных поездов из Санкт-Петербурга и Новолисина осуществляется только до станции Радофинниково.
Вплоть до настоящего времени[когда?]

 курсировали ещё и поезда сообщением Великий Новгород — Рогавка: утром в Рогавку с  пассажирами, затем в Новгород с пассажирами; вечером — с пассажирами до Рогавки, и вновь с пассажирами до Новгорода.[уточнить] возобновлено с 9 января 2019 года

## Описание
Станция Рогавка расположена в посёлке Тёсово-Нетыльский и находится на линии Павловск — Великий Новгород Октябрьской железной дороги.
На станции имеется одна низкая платформа, три пути (раньше было четыре), платформа находится у первого, главный путь — третий. Рядом с платформой находится и вокзал. Раньше существовал подъездной путь на торфоперегруз с УЖД, отходящий от южной горловины станции. Стрелочные переводы на станции с ручным управлением. На станции останавливаются все пригородные поезда, проходящие через неё.
Из Санкт-Петербурга ходят дизель-электропоезда ДТ1, из Павловска и Новолисина — пригородные поезда из нескольких сидячих вагонов и тепловоза ТЭП70.

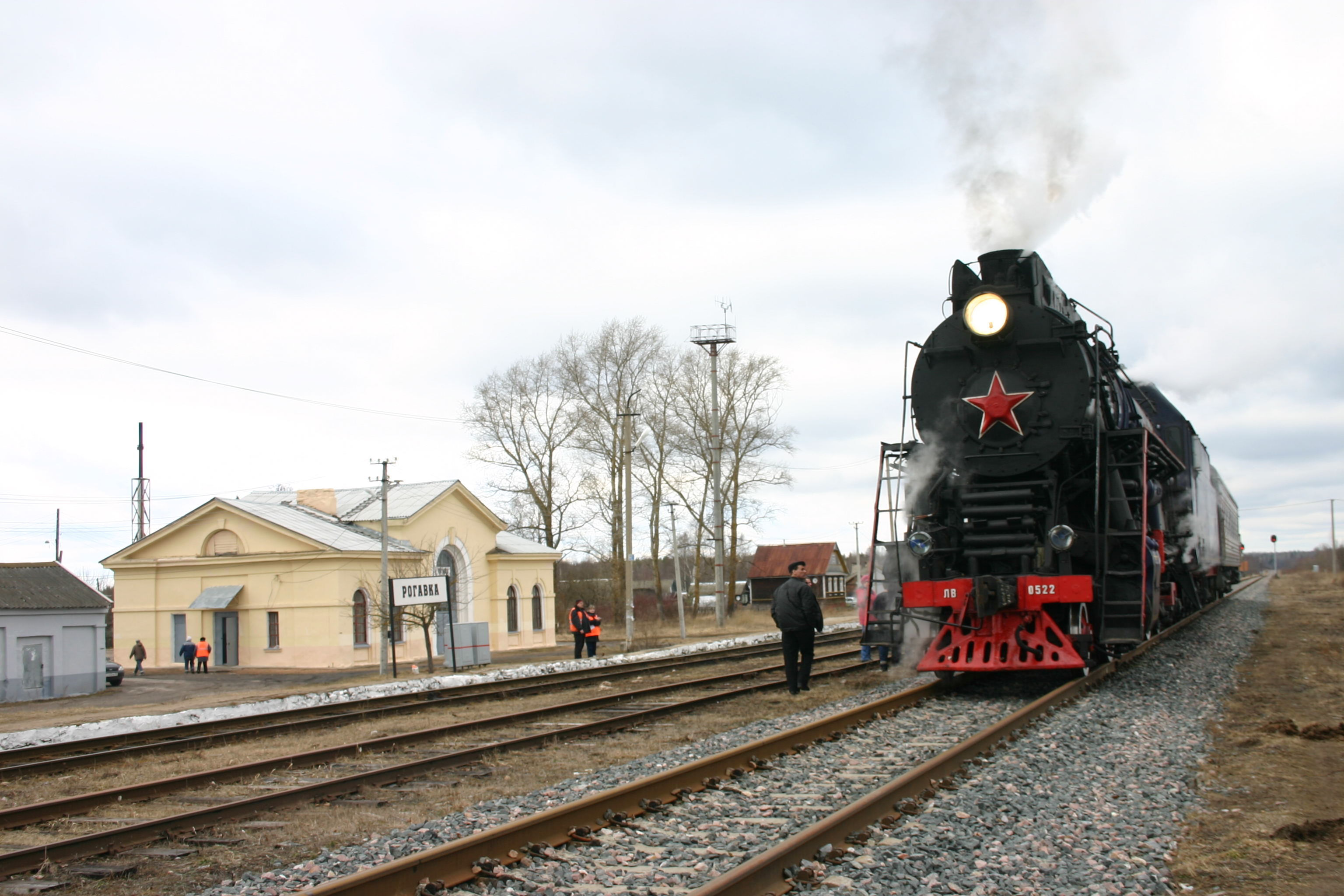
Паровоз ЛВ-0522 на станции 2 апреля 2016 года.
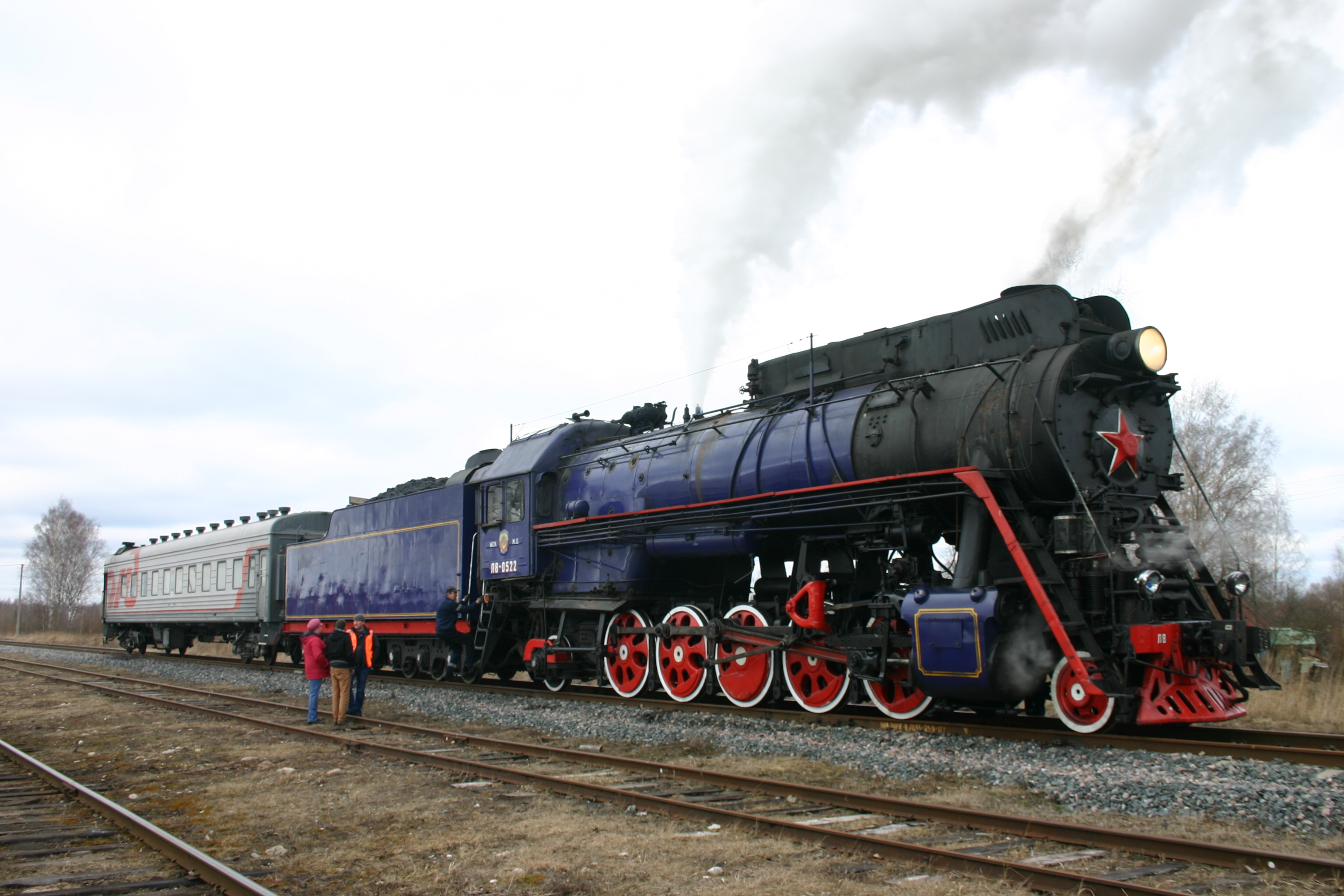
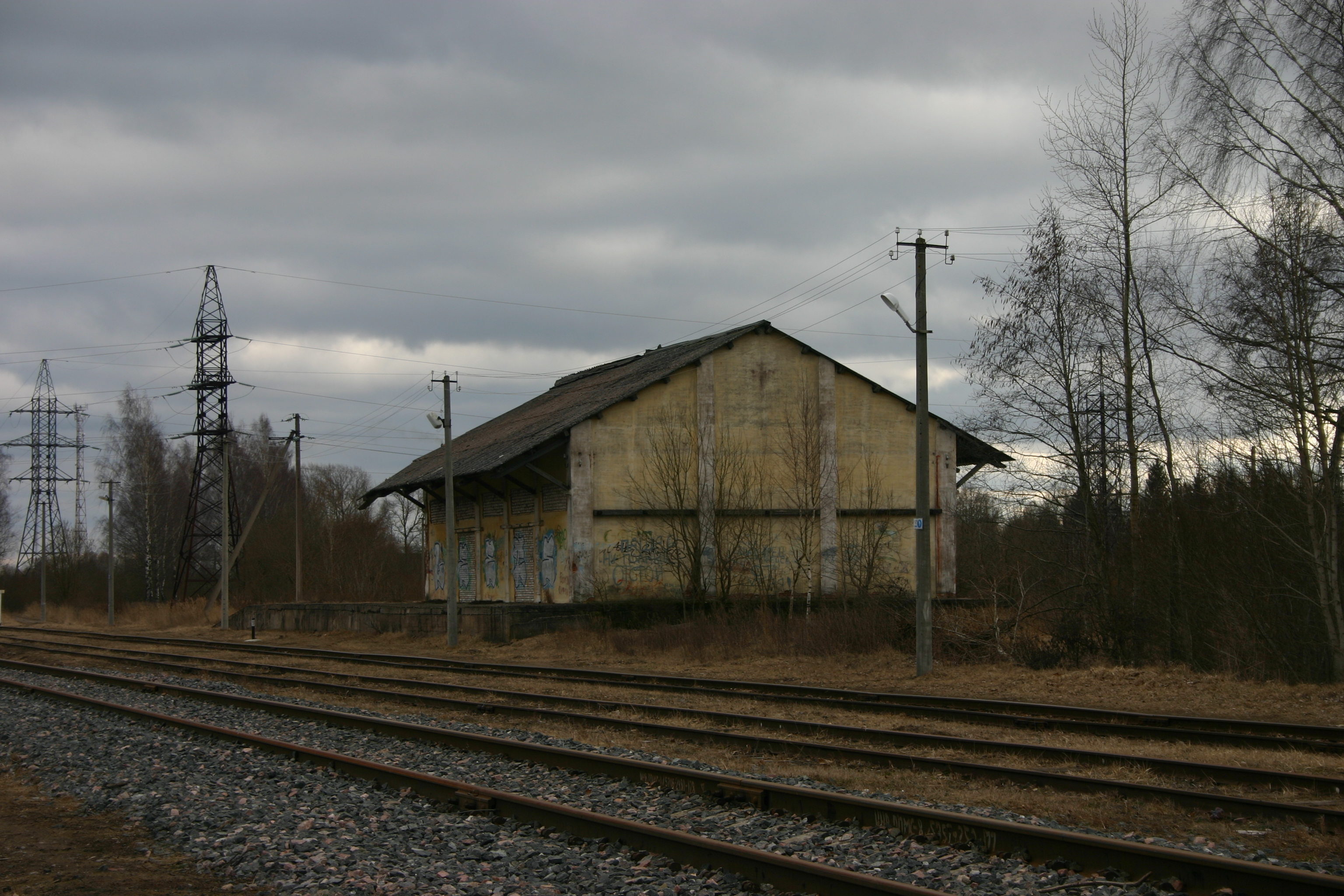
Пакгауз станции.